# 森田町
森田町（もりたちょう）は、かつて福井県吉田郡に存在した町。
1967年（昭和42年）7月30日に福井市に編入され、森田町は廃止された。なお、約2ヵ月半前の1967年5月17日には坂井郡川西町も福井市に編入されている。編入後の森田町役場は森田連絡所となった。

## 地理
- 九頭竜川 - 合併後の福井市のうち、九頭竜川北岸に位置するのは旧河合村と旧森田町だけである。

## 歴史
- 1889年（明治22年）4月1日 - 町村制の施行により、天池村、八重巻村、稲多村、古市村、下森田村、上森田村、石盛村、定正村、上野村、栗森村、河合寄安村、漆原村及び河合新保村の区域をもって、森田村が発足する。
- 1935年（昭和10年）4月3日 - 森田村が町制施行して、森田町となる。
- 1967年（昭和42年）7月30日 - 福井市に編入する。

## 交通

### 鉄道
- JR北陸本線
  - 森田駅

## 娯楽
- 森田座 - 映画館
- 森田東映 - 映画館